# Jambee
Jambee is een bestuurslaag in het regentschap Pidie van de provincie Atjeh, Indonesië. Jambee telt 249 inwoners (volkstelling 2010).